# ﮊ
La zhe (en persa: ژِه) es una letra del alfabeto persa, no utilizada en el alfabeto árabe. Representa la fricativa postalveolar sonora /ʒ/, que no existe en el árabe estándar. Además del persa, se usa en urdu, kurdo y otros lenguas indoeuropeas, y se usó en el turco otomano.